# 辽州直隶州
遼州直隸州，明朝时设置的直隶州。在今山西省。

辽州在山西省的位置（1820年）

元朝时为晋宁路辽州。明朝洪武初年，以州治辽山县省入。洪武二年（1369年），直隶行中书省。九年（1376年），直隶山西布政司。下领二县：榆社县、和顺县。清朝时沿袭明制，评价：繁，隸冀寧道。領縣二：和順縣、榆社縣。

## 延伸阅读
[在维基数据编辑]
 《欽定古今圖書集成·方輿彙編·職方典·遼州部》，出自陈梦雷《古今圖書集成》